# Rhyacophila yishepa
Rhyacophila yishepa är en nattsländeart som beskrevs av Schmid 1970. Rhyacophila yishepa ingår i släktet Rhyacophila och familjen rovnattsländor. Inga underarter finns listade i Catalogue of Life.